# Norops nebuloides
Norops nebuloides är en ödleart som beskrevs av  Bocourt 1873. Norops nebuloides ingår i släktet Norops och familjen Polychrotidae. IUCN kategoriserar arten globalt som livskraftig. Inga underarter finns listade i Catalogue of Life.